# Cybaris
A Cybaris egy félévenként megjelenő amerikai jogi folyóirat, amelynek a kiadója a William Mitchell College of Law. 2010-ben indult. Fő területe a szellemi tulajdon joga. Alapító főszerkesztői Jennell Bilek and Ryan C. Smith voltak. Jelenlegi főszerkesztője Courtney Hofflander. 
A Cybaris-nak saját kutatható adatbázisa van a Westlaw-on.

## Külső hivatkozások
- A Cybaris honlapja